# Karlshagen
Karlshagen, Ostseebad (pol. Kąpielisko nadbałtyckie) – gmina w Niemczech, w kraju związkowym Meklemburgia-Pomorze Przednie, w powiecie Vorpommern-Greifswald, wchodzi w skład Związku Gmin Usedom-Nord.  